# Omer Verschoore
Omer Verschoore est un coureur cycliste belge né le 2 décembre 1888 à Moorslede et mort le 27 novembre 1931 dans le 12e arrondissement de Paris. Il fut professionnel de 1911 à 1914.

## Palmarès
- 1911
  - 1re étape du Tour de Belgique
- 1912
  -  Champion de Belgique sur route
  - Liège-Bastogne-Liège
  - Étoile carolorégienne
  - 5e étape du Tour de Belgique
  - 2e du Tour du Hainaut
  - 3e de Liège-Charleroi